# بوئینگ سی‌سی-۱۳۷
بوئینگ سی‌سی-۱۳۷ (به انگلیسی: Boeing CC-137) یک هواپیمای ساختِ بوئینگ در کشور ایالات متحده آمریکا است. نخستین استفاده‌کنندهٔ این هواپیما نیروهای مسلح کانادا بوده‌است. این هواپیما در ۱۹۷۰ میلادی نخستین پرواز خود را انجام داد.